# Dolfe Vojsk
Dolfe Vojsk, slovenski gospodarstvenik, * 23. februar 1932, Celje, Kraljevina Jugoslavija, † december 2017, Slovenija.
Vojsk je bil direktor Elana med letoma letih 1974 in 1986.

## Biografija
Službena pot rojenega Celjana se je po končani srednji tehniški šoli začela s prvo zaposlitvijo v Elanu, po zaključenem študiju ekonomije pa nadaljevala na Zvezi sindikatov, na RTV, v Avtomontaži, Plutalu, nato 12 let zopet v Elanu, na Gospodarski zbornici Slovenije in v predstavništvu Gospodarske zbornice Jugoslavije v Nemčiji.
Njegovo drugo obdobje v Elanu ostaja v spominu po mednarodnem preboju znamke Elan in uspehih alpskih, nordijskih in drugih smučarjev in smučark, obenem poleg nadaljnje rasti ponudbe športnega orodja in opremljanja objektov tudi po uspešni širitvi navtičnega programa, preboju pri jadralnih letalih. Razvojni pospešek, novi prijemi v trženju, krepitev komercialne mreže po Evropi in na drugih celinah so, čeprav v zapletenih ekonomskih razmerah tedanje države, odražali v rasti podjetja, njegovih rastočih finančnih rezultatih, številu zaposlenih, krepitvi blagovne znamke in ugleda – a tudi v sodelovanju z okoljem, iz katerega Elan izhaja.